# 알리 레자 팔라비
알리 레자 팔라비(1966년 4월 28일 ~ 2011년 1월 4일)는 이란 팔라비 왕조의 마지막 샤 무하마드 레자 팔라비의 차남이다. 어머니는 파라 팔라비이다. 2011년 1월에 미국에서 자살하였다. 향년 46세

## 생애
테헤란 출신이다. 이슬람 혁명으로 팔라비 왕조가 무너진 후에는 가족들과 함께, 미국으로 망명해서 살았으며, 1992년 컬럼비아 대학과 프린스턴 대학에서 학위를 받고 하버드 대학원에서 고대 이란학과 철학을 이수하는 중이었다.
2011년 1월 4일 미국 매사추세츠주 보스턴의 자택에서 권총 자살하였다.
그의 자살의 이유는 형 레자 팔레비에 의하면 " 알리 레자의 마음에 어린 시절 아버지와 여동생을 잃은 것이 항상 무거운 짐이 되어왔고 모국에서 일어난 불행한 일도 혼란스럽게 했다"며 가족의 죽음과 조국의 혼란이 원인이 되었다고 형 레자 팔라비가 말하였다.